# Rowan Elaraby
Rowan Elaraby (* 29. Juli 2000 in Alexandria) ist eine ägyptische Squashspielerin.

## Karriere
Rowan Elaraby feierte im Juniorenbereich zunächst 2015 mit dem Finaleinzug bei der Weltmeisterschaft in Bielsko-Biała einen ersten großen Erfolg. Das Endspiel verlor sie gegen Nouran Gohar in drei Sätzen. Im Jahr darauf stand sie in Tauranga erneut im Finale, das sie dieses Mal gegen Hania El Hammamy mit 3:0 gewann. 2018 verteidigte sie mit einem erneuten Finalsieg gegen El Hammamy ihren Titel. Seit 2016 ist sie auf der PSA World Tour aktiv und gewann bislang sieben Titel. Ihre beste Platzierung in der Weltrangliste erreichte sie mit Rang sieben im Juni 2022.
Mit der ägyptischen Nationalmannschaft wurde sie 2024 Weltmeisterin.

## Erfolge
- Weltmeisterin mit der Mannschaft: 2024
- Gewonnene PSA-Titel: 7